# 3723 Voznesenskij
3723 Voznesenskij este un asteroid din centura principală, descoperit pe 1 aprilie 1976 de Nikolai Cernîh.